# L'Oeuvre française
L'Oeuvre française (estilizado como L'Œuvre française), también llamado simplemente L'Œuvre, fue un movimiento nacionalista francés y ultraderechista fundado en 1968 por Pierre Sidos.  Defensor de la Francia de Vichy, la dictadura franquista y el Estado Nuevo de Portugal, L'Œuvre française era, hasta su disolución por las autoridades en 2013, la asociación nacionalista más antigua de Francia.
Más cercana a modelos como el franquismo y Estado Novo que a regímenes abiertamente fascistas,  L'Œuvre française era sin embargo un proyecto antisemita, racista y neopetainista influido por diversas teorías de la conspiración.  El movimiento tenía como objetivo disolver la democracia y se oponía a la inmigración masiva. Su eslogan era «La France aux Français» («Francia por los franceses»).
El emblema de L'Œuvre française era una cruz celta pintada con los colores de la bandera de Francia. El himno, cuya letra fue escrita en 1974 por Sidos, fue titulado «Nous voulons rester Français» («Queremos seguir siendo franceses»).